# Ultimate Kylie
Ultimate Kylie este a treia compilație a cântăreței australiene Kylie Minogue, lansată în noiembrie 2004 de Parlophone. Albumul conține cântece din toate cele nouă albume de studio al ei publicate până atunci, precum și două cântece noi, "I Believe in You" și "Giving You Up". Ultimate Kylie a primit recenzii pozitive din partea criticilor.
Un DVD a fost lansat simultan sub același nume, conținând toate videoclipurile melodiilor de pe album, cu excepția "Giving You Up", care la acea vreme nu fusese filmat. Acesta conține, de asemenea, o filmare a "Can't Get Blue Monday Out of My Head" în 2002.

## Performanță în topuri
Ultimate Kylie a debutat pe locul patru în Marea Britanie, și a fost certificat de trei ori cu discul de platină, vânzându-se în peste 900.000 de exemplare în total. Albumul a fost lansat mai târziu în Statele Unite, dar nu a ajuns în topul Billboard 200. Albumul a ajuns pe poziția cu numărul cinci în Australia și a primit patru discuri de platină, pentru vânzări de peste 280.000 de exemplare în această țară.
Albumul a avut succes și în alte țări. În Belgia, a ajuns la numărul 14 în Flandra și numărul 35 în Valonia. Albumul a intrat pe locul 49 în Spania și cincisprezece săptămâni mai târziu a ajuns pe locul 34. Albumul a primit discul de aur, pentru vânzări de peste 50.000 de exemplare.

## Lista cântecelor
CD 1
1. "Better the Devil You Know" – 3:54
2. "The Loco-Motion" – 3:14
3. "I Should Be So Lucky" – 3:24
4. "Step Back in Time" – 3:05
5. "Shocked" – 3:09
6. "What Do I Have to Do?" – 3:33
7. "Wouldn't Change a Thing" – 3:14
8. "Hand on Your Heart" – 3:54
9. "Especially for You" (feat. Jason Donovan) – 3:58
10. "Got to Be Certain" – 3:19
11. "Je Ne Sais Pas Pourquoi" – 4:01
12. "Give Me Just a Little More Time" – 3:08
13. "Never Too Late" – 3:21
14. "Tears on My Pillow" – 2:33
15. "Celebration" – 4:01

CD 2
1. "I Believe in You" – 3:21
2. "Can't Get You Out of My Head" – 3:51
3. "Love at First Sight" – 3:59
4. "Slow" – 3:15
5. "On a Night Like This" – 3:33
6. "Spinning Around" – 3:28
7. "Kids" (feat. Robbie Williams) – 4:20
8. "Confide in Me" – 4:26
9. "In Your Eyes" – 3:18
10. "Please Stay" – 4:08
11. "Red Blooded Woman" – 4:20
12. "Giving You Up" – 3:30
13. "Chocolate" – 4:02
14. "Come into My World" – 4:08
15. "Put Yourself in My Place" – 4:12
16. "Did It Again" – 4:22
17. "Breathe" – 3:38
18. "Where the Wild Roses Grow" (feat. Nick Cave) – 3:57